# Kazimierów (województwo mazowieckie)
Kazimierów – wieś sołecka w Polsce położona w województwie mazowieckim, w powiecie mińskim, w gminie Halinów.
| SIMC    | Nazwa    | Rodzaj    |
| ------- | -------- | --------- |
| 0002810 | Zastawie | część wsi |

W latach 1975–1998 miejscowość administracyjnie należała do województwa warszawskiego.
Wierni Kościoła rzymskokatolickiego należą do parafii św. Anny w Długiej Kościelnej lub do parafii Matki Łaski Bożej w Halinowie.